# 宝満まどか
宝満 まどか（ほうまん まどか、1981年6月27日 - ）は、日本のタレント。青森県上北郡出身、三重県在住（2023年時点）。

## 来歴
2001年、日本テレビのトーク番組『恋のから騒ぎ』に8期生の1人としてレギュラー出演。8期生のMVPを獲得した。同番組の卒業後には、中京圏を拠点にタレント活動をしていた。
2006年6月27日に一般男性と結婚。2011年10月25日に男児を出産している。

## その他
- 2004年9月に放送された『恋のから騒ぎ・ドラマスペシャル』において、宝満のエピソードをシナリオにした「海に落とされた女」が放送された。主演は内山理名。
- 『恋のから騒ぎ』の司会を務める明石家さんまは、2009年4月18日放送の『ヤングタウン土曜日』において「えげつない話を淡々と語るところが面白い」と宝満を評している。また、同日放送分では「から騒ぎの歴史上では一番、これまでのメンバーの中で断トツに面白かった」と述懐した。
- 2015年3月22日に放送された『誰だって波瀾爆笑』に『恋のから騒ぎ』8期生である小林麻耶のサプライズゲストとして登場し、13年ぶりの再会を果たした。

## 出演

### テレビ番組
- 恋のから騒ぎ（2001年、日本テレビ） - 「宝満円」名義で出演。
- はひふへホ〜まん（CBCテレビ）
- 24時間テレビ 「愛は地球を救う」 （2002年、日本テレビ系列合同）
- 焼肉ヒーロー（2003年、メ〜テレ） - オコゲ総帥 役
- るるる 〜吉村・宝満・鉄崎オトナの扉〜（2004年、テレビ愛知）
- 明石家さんまの転職DE天職（2013年、日本テレビ）
- 誰だって波瀾爆笑（2015年3月22日、日本テレビ）
- 超踊る！さんま御殿!!恋のから騒ぎ大復活！新春4時間初笑いSP（2016年1月5日、日本テレビ）[2]

### CM
- ギガスカンサイ
- 焼肉屋さかい